# Ray Houghton
Raymond James "Ray" Houghton, född 9 januari 1962 i Glasgow i Skottland, är en irländsk före detta professionell fotbollsspelare (mittfältare) som mellan 1986 och 1997 spelade 73 matcher för det irländska landslaget och deltog i en EM-turnering (EM 1988) och två VM-turneringar (VM 1990 och VM 1994).
Houghton inledde sin professionella karriär i West Ham 1979 och spelade senare även i bland andra Fulham, Liverpool och Aston Villa innan han avslutade spelarkarriären 2000. Idag är han ambassadör i Irlands fotbollsfederation.